# Dindori (Madhya Pradesh)
Dindori is een nagar panchayat (plaats) in het district Dindori van de Indiase staat Madhya Pradesh. 

## Demografie
Volgens de Indiase volkstelling van 2001 wonen er 17.413 mensen in Dindori, waarvan 52% mannelijk en 48% vrouwelijk is. De plaats heeft een alfabetiseringsgraad van 71%. 